# Sarit Pisudchaikul
Sarit Pisudchaikul (Thai: สฤษดิ์ พิสุทธิ์ชัยกุล; * um 1955) ist ein thailändischer Badmintonspieler. 

## Karriere
Sarit Pisudchaikul gewann bei der WBF-Weltmeisterschaft 1978 Silber im Herrendoppel mit Sawei Chanseorasmee. Ein Jahr später reichte es noch zu Bronze. 1981 wurde er erstmals nationaler thailändischer Meister. Sechs weitere Titel folgten bis 1985. Bei den Südostasienspielen 1983 gewann er zwei Bronzemedaillen.

## Sportliche Erfolge
| Saison   | Veranstaltung                  | Disziplin    | Platz | Name                                      |
| -------- | ------------------------------ | ------------ | ----- | ----------------------------------------- |
| 1978     | WBF-Weltmeisterschaft          | Herrendoppel | 2     | Sarit Pisudchaikul / Sawei Chanseorasmee  |
| 1979     | WBF-Weltmeisterschaft          | Herrendoppel | 3     | Sarit Pisudchaikul / Sawei Chanseorasmee  |
| 1981/WBF | Thailändische Meisterschaft    | Herreneinzel | 1     | Sarit Pisudchaikul                        |
| 1981/WBF | Thailändische Meisterschaft    | Herrendoppel | 1     | Sarit Pisudchaikul / Sawei Chanseorasmee  |
| 1982/WBF | Thailändische Meisterschaft    | Herreneinzel | 1     | Sarit Pisudchaikul                        |
| 1982/WBF | Thailändische Meisterschaft    | Herrendoppel | 1     | Sarit Pisudchaikul / Sawei Chanseorasmee  |
| 1982     | Auckland International         | Herrendoppel | 1     | Sarit Pisudchaikul / Sawei Chanseorasmee  |
| 1983     | Südostasienspiele              | Herrendoppel | 3     | Sawei Chanseorasmee / Sarit Pisudchaikul  |
| 1983     | Südostasienspiele              | Herreneinzel | 3     | Sarit Pisudchaikul                        |
| 1983/WBF | Thailändische Meisterschaft    | Herreneinzel | 1     | Sarit Pisudchaikul                        |
| 1983/WBF | Thailändische Meisterschaft    | Herrendoppel | 1     | Sarit Pisudchaikul / Sawei Chanseorasmee  |
| 1985/WBF | Thailändische Meisterschaft    | Herrendoppel | 1     | Sarit Pisudchaikul / Sawei Chanseorasmee  |
| 2007     | Senioren-Weltmeisterschaft 50+ | Herrendoppel | 2     | Sarit Pisudchaikul / Jiamsak Panitchaikul |